# It's Garry Shandling's Show
It's Garry Shandling's Show è una serie televisiva statunitense in 72 episodi trasmessi per la prima volta nel corso di quattro stagioni dal 1986 al 1990.

## Episodi
| Stagione         | Episodi | Prima TV USA | Prima TV Italia |
| ---------------- | ------- | ------------ | --------------- |
| Prima stagione   | 16      | 1986-1987    |                 |
| Seconda stagione | 17      | 1987-1988    |                 |
| Terza stagione   | 20      | 1988-1989    |                 |
| Quarta stagione  | 19      | 1989-1990    |                 |